# ميوشي
ميوشي هي إحدى مدن اليابان، تقع في آيتشي، بلغ عدد سكانها 62,613 نسمة وذلك حسب إحصائيات سنة 2017، تبلغ مساحتها 32.11 كيلومتر مربع.

## الموقع
تشترك في الحدود مع:
- نيشين، آيتشي.

## توأمة
لميوشي اتفاقيات توأمة مع:
- شيبيتسو (6 أكتوبر 2000 - )

## أعلام
- شو هناي